# Angata
Angata, de son nom complet María Angata Veri Tahi 'a Pengo Hare Koho , née vers 1853 et morte en décembre 1914, est un chef religieux catholique Rapa Nui de l'île de Pâques à la fin du XIXe siècle et au début du XXe siècle. Après avoir vécu une vision prophétique dans laquelle Dieu lui ordonne de reprendre les terres et le bétail, elle mène une rébellion infructueuse sur l'île contre la société Williamson-Balfour dans l'intention de créer une théocratie centrée sur le catholicisme et les valeurs spirituelles de Rapa Nui.

## Conversion
Angata nait vers 1853 dans le clan Miru. Entre 1864 et 1866, les missionnaires français de la Congrégation de Picpus s'établissent sur l'île de Pâques et convertissent de nombreux Rapa Nui au christianisme pendant une période de grave effondrement démographique provoqué par les raids d'esclaves péruviens et l'introduction de maladies européennes.
En 1871, Angata et son premier mari, Daniel Manu Heu Roroa, se rendent à Mangareva dans les îles Gambier avec le père Hippolyte Roussel. Elle a deux enfants de ce mariage. Son mari l'aurait battue si violemment qu'elle devient définitivement bossue. Ses cousins le tuent en représailles,.
À Mangareva, elle commence à apprendre par cœur les écritures chrétiennes. Le Père Roussel la forme pour devenir catéchiste pour la nouvelle Congrégation des Sacrés-Cœurs de Jésus et de Marie (anciennement de Picpus),.

## Retour sur l'île de Pâques

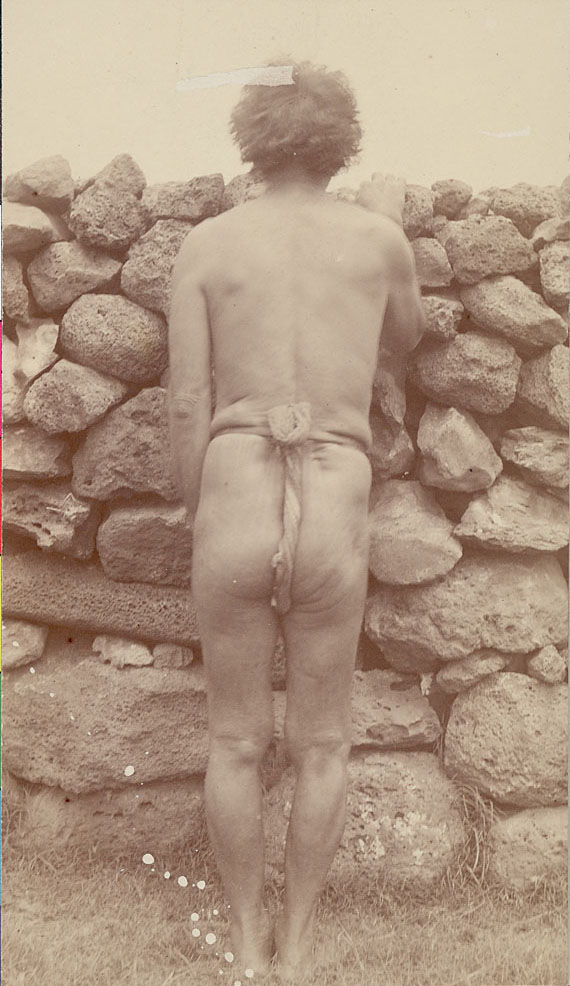
Pakomīo en pagne traditionnel, décembre 1886

Lorsqu'Angata retourne sur l'île de Pâques en octobre 1879, elle travaille comme co-catéchiste et assistante de Nicolás Pakarati et Pakomīo Mā'ori Ure Kino qu'elle avait épousé à Mangareva. Ils deviennent les principaux chefs spirituels de l'île en l'absence d'un missionnaire résident ,,. Angata et son deuxième mari ont ensemble six enfants. Les enfants héritent des caractéristiques basques européennes de leur père, bien qu'Angata et Pakomio prétendent être de pure descendance Rapa Nui.
En 1892, Angata fédère de nombreuses femmes de l'île pour soutenir son cousin Riro Kainga (tous deux membres du clan Miru) pour le poste d'Ariki ou roi de Rapa Nui contre le prétendant rival Enrique Ika, également Miru. Le poste reste vacant à la mort d'Atamu Tekena, qui cède l'île au Chili en 1888. Des sources avancent que l'élection est due à sa beauté, mais une part importante de son succès est également due à la forte influence d'Angata auprès du peuple,,.
Riro tente en vain de récupérer la souveraineté indigène en l'absence de contrôle chilien direct de 1892 à 1896. Cependant, le Chili réaffirme ses revendications et l'île est louée à Enrique Merlet et à son entreprise d'élevage. Ils restreignent l'accès des insulaires à la plupart de leurs terres, à l'exception d'une colonie fortifiée à Hanga Roa, qu'ils ne sont pas autorisés à quitter sans autorisation. Le jeune roi tente de protester contre les abus de l'entreprise mais meurt dans des circonstances suspectes à Valparaíso,.

## Rébellion de 1914
Le directeur de Merlet interdit la royauté indigène sur l'île, bien qu'Enrique Ika et Moisés Tuʻu Hereveri soient brièvement élus rois,. Angata assume la direction nominale du clan Miru et dirige l'opposition au contrôle de l'entreprise,. La société Williamson-Balfour prend le contrôle du ranch de Merlet et perpétue les mauvais traitements infligés au peuple Rapa Nui. En 1914, Angata a une vision prophétique de la mort de Merlet. Cela l'incite à mener une rébellion infructueuse contre l'entreprise, affirmant que Dieu veut que les insulaires reprennent l'île, tuent le bétail du ranch et organisent un festin,,. Le 30 juin 1914, elle envoie son gendre Daniera Maria Teave Haukena au directeur de l'entreprise Henry Percy Edmunds avec une déclaration selon laquelle les indigènes ont l'intention de reprendre les terres et le bétail de l'entreprise.
La rébellion est écrasée le 5 août lorsque le navire naval chilien General Baquedano accoste et arrête quatre des meneurs. Le commandant Almanzor Hernández ne punit aucun indigène et trois des dirigeants emprisonnés sont libérés, mais le gendre d'Angata, Daniera, est expulsé de l'île.

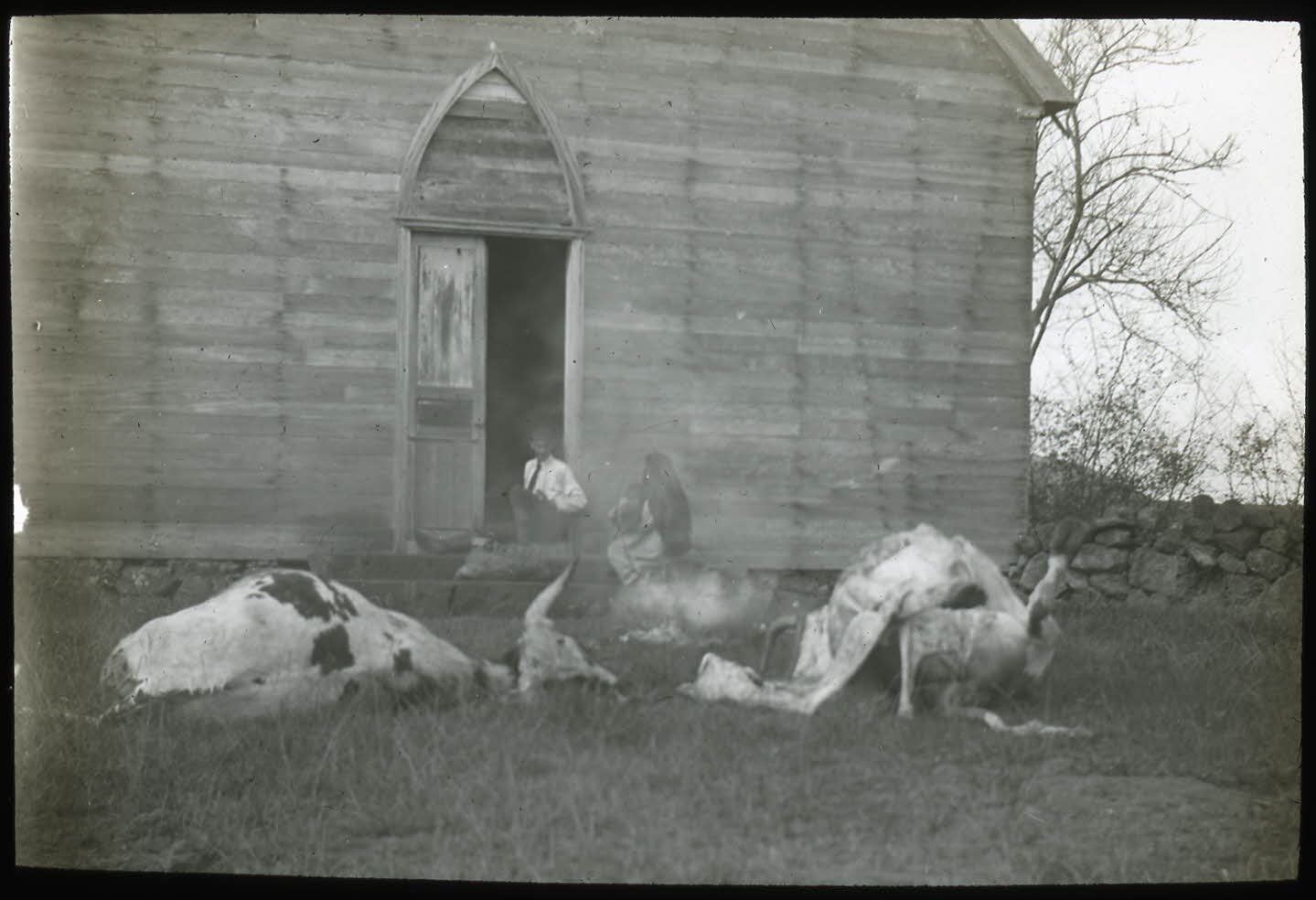
Carcasses de bovins morts devant une maison à Hanga Roa, 1914

La rébellion, qui vise à établir une théocratie basée sur les conceptions de Rapa Nui, a pour effet négatif d'inciter le gouvernement chilien à imposer une administration plus forte. Un fonctionnaire colonial distinct (non affilié à l'entreprise) est  nommé. L'île est ouverte à l'immigration en provenance du continent, diminuant ainsi l'influence des insulaires indigènes,.
Malgré ces changements, le mouvement indépendantiste se poursuit sur l'île jusqu'à nos jours,,. Les murs confinant le Rapa Nui à Hanga Roa sont démolis en 1966.
Lors de l'expédition de Mana sur l'Île de Pâques en 1914, l'anthropologue anglaise Katherine Routledge rencontre et discute avec Angata au plus fort de sa rébellion. Routledge tente de dissuader la « prophétesse », comme elle l'appelait, ainsi que son peuple, de poursuivre leurs raids et de tuer le bétail de l'île. Elle décrit Angata lors de leur entretien :

« [C'était une vieille femme frêle aux cheveux gris et aux yeux expressifs, une personnalité nettement attirante et magnétique. Elle portait suspendu à son cou une sorte de médaillon religieux, une croix rouge, je crois, sur fond blanc, et sa fille, qui la soutenait, portait une petite image du Sauveur dans un cadre d'Oxford. Elle m'a tenu la main très aimablement pendant l'entretien, s'adressant à moi en tant que "Caterina". ... Lorsque je parlai des raids, son visage se durcit et ses yeux prirent l'aspect d'un fanatique ; elle dit quelque chose à propos de "Dieu" avec le geste vers le haut qui était son habitude lorsqu'elle prononçait son nom. Je me suis empressé d'apaiser la tension en disant que "nous devons tous adorer Dieu" et j'ai été heureux de constater que l'on m'accordait une part de la divinité. Son attitude s'est à nouveau adoucie et, levant les yeux au ciel, elle a déclaré avec une confiance assurée, sublime en soi : "Dieu ne laissera jamais les Kanakas se faire tuer ou blesser". »

— Routledge 1919, p. 145
Angata meurt en décembre 1914, quelques mois après sa rencontre avec Routledge. Ses funérailles, le 29 janvier 1915, se déroulent en présence de l'anthropologue anglaise,. Elle est enterrée au cimetière de l'église Holy Cross d'Hanga Roa, aux côtés d'autres premiers missionnaires catholiques : Eugène Eyraud, Nicolás Pakarati et Sebastian Englert,.

## Voir également
- Histoire de l'île de Pâques